# One Touch of Venus
One Touch of Venus (traducido literalmente al español como Un toque de Venus) es un musical con música de Kurt Weill, libreto de S. J. Perelman y Ogden Nash y cantables de Nash, basado en el relato corto The Tinted Venus de Thomas Anstey Guthrie, que parodia muy vagamente el mito de Pigmalión. El espectáculo satiriza los valores suburbanos contemporáneos, modas artísticas y costumbres sexuales estadounidenses. Weill llevaba instalado en Estados Unidos ya diez años en el momento en que escribió este musical y su música, aunque conservaba su temprano poder evocador, había evolucionado hasta un estilo muy diferente al de Broadway. La producción original se estrenó en el Imperial Theatre de Broadway el 7 de octubre de 1943, manteniéndose en cartel hasta el 10 de febrero de 1945, contabilizando 567 representaciones. Fue dirigida por Elia Kazan, presentó coreografías de Agnes de Mille y fue coproducida por John Wildberg y Cheryl Crawford. Este musical contó con una adaptación cinematográfica de igual título estrenada en 1948, dirigida by William A. Seiter y protagonizada por Ava Gardner y Robert Walker.